# ボノボン
ボノボン（Bon o Bon）とは、アルゼンチンで販売されている菓子のブランド。アルゼンチンのArcorグループが展開している。主な製品は、ピーナッツペーストを詰めたミルクチョコレート製のボンボン菓子である。
日本では2020年よりモントワールが輸入販売している（それ以前はやおきんが輸入販売していた）。ダイソーなどの100円ショップでも売られているが、季節商品である（2021年現在、一部地域では夏季も販売しているが、全国では9月末ごろに解禁される）。

## 歴史
Arcor製品のラインナップを増やすため、1984年に販売を開始した。もともとはブラジルの菓子大手ガロトが製造するボンボン菓子「Serenata de Amor（愛のセレナーデ）」の対抗製品として開発された。
アルゼンチン、メキシコ、チリ、ブラジルで製造されており、これらの国ではネスレ、ガロト、ラクタ（クラフトフーズのブランド）といった有名ブランドの製品と競合している。年間約6億個が製造され、80カ国に輸出されていると推定されている。アルゼンチンでは年間1人あたり5.5個のボノボンを消費していると推定されているが、チリでは1人あたり年間6個と、さらに人気がある。
現在、アルゼンチン本国ではボノボンチョコは6種類存在する。ボノボンミルク（ピーナッツバターを詰めてミルクチョコレートに浸したもの）、ボノボンホワイト（ピーナッツバターを詰めてホワイトチョコレートに浸したもの）、ボノボンスムーズ（裏ごししたピーナッツバターを詰めてミルクチョコレートに浸したもの）、ボノボンチョコレート（ピーナッツ片を入れたチョコレートピーナッツバターを詰めてミルクチョコレートに浸したもの）、ボノボンミックス（チョコレートボンボンにミルク、ウエハース、クッキーにクリームとチョコレートの風味を加えたもの）、ボノボンレモン（レモンフレーバー付き）である。「ゴールド」と呼ばれる限定版がリリースされることがある。韓国と日本では抹茶フレーバーが販売されているなど、販売されている国の文化に合わせた製品が存在する。メキシコでは「コーヒーフレーバー」のバリエーションもある。

## スイーツ週間
ボノボンは、アルゼンチンにおける「スイーツ週間（Semana de la dulzura）」の形成に寄与した。これは毎年7月1日から7月7日まで開催され、この7日間にはスイーツを接吻と交換する。アルゼンチンではもともと、ボノボンを接吻と交換する習慣があったが、今ではあらゆる性別のあらゆるスイーツに拡張されている。

## その他の商品
ボノボンはもともとチョコレートのブランドとして開始されたが、今日では、アルファホール（アルゼンチンのスイーツ）、チョコレートバー、ウエハース、ミニスナック、アイスクリームなど、ボノボンのブランドを冠したさまざまなスイーツが存在する。ボノボンのキャッチフレーズは、「感情があるところにボノボンがある（Donde hay emoción, está Bon o Bon）」である。

## 参照
1. ↑  bon o bon: el bocadito de chocolate que recorre el mundo
2. ↑  El proceso de elaboración de bon o bon puede describirse a través de 8 etapas, las cuales se detallan a continuación
3. ↑  Semana de la Dulzura